# Eidgenössische Elektrizitätskommission
Die Eidgenössische Elektrizitätskommission (ElCom) (französisch Commission fédérale de l’électricité, italienisch Commissione federale dell’energia elettrica) ist die staatliche Regulierungsbehörde für den Schweizer Strommarkt, welche die Einhaltung des Stromversorgungsgesetzes überwacht.
Im Rahmen der seit 2008 herrschenden Strommarktregulierung in der Schweiz soll die ElCom sicherstellen, dass die Betreiber der Stromnetze ihre marktbeherrschenden Stellungen nicht missbrauchen. Dazu kann die ElCom von Amtes wegen Preisabsenkungen anordnen oder Preiserhöhungen untersagen, wenn die von den Netzbetreibern publizierten Entgelte zu hoch sind. Ferner entscheidet die Kommission bei Streitigkeiten betreffend Elektrizitätstarifen, Netznutzungsentgelten oder Netzzugang als unabhängige richterliche Instanz. Gegen die Entscheide der Elektrizitätskommission kann beim Bundesverwaltungsgericht Beschwerde erhoben werden.
Die ElCom hat zudem die Aufgabe, die Entwicklung der Elektrizitätsmärkte im Hinblick auf die Versorgungssicherheit zu überwachen. Zeichnet sich mittel- oder langfristig eine erhebliche Gefährdung der Versorgungssicherheit ab, so hat sie dem Bundesrat Vorschläge zu unterbreiten.
Die im Juni 2007 eingesetzte Kommission hat fünf bis sieben Mitglieder und wird seit März 2020 von Werner Luginbühl präsidiert. Er folgte auf Carlo Schmid-Sutter. Die Kommission wird unterstützt von einem Fachsekretariat mit Sitz in Bern.